# Схиматарион
Схимата́рион (греч. Σχηματάριον), Схиматари (Σχηματάρι) — малый город в Греции. Расположен у подножия Парниса на высоте 150 метров над уровнем моря в 43 километрах к северо-западу от центра Афин, площади Омониас. Административный центр общины (дима) Танагры в периферийной единице Беотии в периферии Центральной Греции. Население 4035 жителей по переписи 2011 года.
По северной окраине Схиматариона проходит автомагистраль Α1 (Пирей — Афины — Салоники — Эвзони), часть европейского маршрута E75. Автомагистраль Α11 соединяет Схиматарион и Халкиду на острове Эвбее в 13 километрах к северу.
На южной окраине находится железнодорожная станция «Танагра» железнодорожной линии Пирей — Салоники.

## Сообщество Схиматарион
По закону ΦΕΚ 270 от 24 декабря 2014 года в общине (диме) Танагре создана еще одна общинная единица — Дилеси, с 1 января 2016 года в общинное сообщество Схиматарион входит деревня Инои. Население 4477 жителей по переписи 2011 года. Площадь 38,285 квадратного километра по состоянию на 2015 год, до вступления изменений в силу.
| Населённый пункт | Население (2011), человек |
| ---------------- | ------------------------- |
| Инои             | 442                       |
| Схиматарион      | 4035                      |

## Население
| Год  | Население, человек |
| ---- | ------------------ |
| 1991 | 4031               |
| 2001 | 4812               |
| 2011 | ↘ 4035             |

## Города-побратимы
- Ирландия, Эннистимон
- Италия, Поццолеоне